# Érythermalgie
Ne doit pas être confondu avec Érythromélalgie.
Wikipédia ne donne pas d'avis médical : seul un professionnel (médecin, pharmacien, etc.) est habilité à le faire.
 (octobre 2023).
Si vous disposez d'ouvrages ou d'articles de référence ou si vous connaissez des sites web de qualité traitant du thème abordé ici, merci de compléter l'article en donnant les références utiles à sa vérifiabilité et en les liant à la section « Notes et références ».
 (octobre 2023).
La mise en forme du texte ne suit pas les recommandations de Wikipédia : il faut le « wikifier ».
Les points d'amélioration suivants sont les cas les plus fréquents. Le détail des points à revoir est peut-être précisé sur la page de discussion.
- Les titres sont pré-formatés par le logiciel. Ils ne sont ni en capitales, ni en gras.
- Le texte ne doit pas être écrit en capitales (les noms de famille non plus), ni en gras, ni en italique, ni en « petit »…
- Le gras n'est utilisé que pour surligner le titre de l'article dans l'introduction, une seule fois.
- L'italique est rarement utilisé : mots en langue étrangère, titres d'œuvres, noms de bateaux, etc.
- Les citations ne sont pas en italique mais en corps de texte normal. Elles sont entourées par des guillemets français : « et ».
- Les listes à puces sont à éviter, des paragraphes rédigés étant largement préférés. Les tableaux sont à réserver à la présentation de données structurées (résultats, etc.).
- Les appels de note de bas de page (petits chiffres en exposant, introduits par l'outil «  Source ») sont à placer entre la fin de phrase et le point final[comme ça].
- Les liens internes (vers d'autres articles de Wikipédia) sont à choisir avec parcimonie. Créez des liens vers des articles approfondissant le sujet. Les termes génériques sans rapport avec le sujet sont à éviter, ainsi que les répétitions de liens vers un même terme.
- Les liens externes sont à placer uniquement dans une section « Liens externes », à la fin de l'article. Ces liens sont à choisir avec parcimonie suivant les règles définies. Si un lien sert de source à l'article, son insertion dans le texte est à faire par les notes de bas de page.
- La présentation des références doit suivre les conventions bibliographiques. Il est recommandé d'utiliser les modèles {{Ouvrage}}, {{Chapitre}}, {{Article}}, {{Lien web}} et/ou {{Bibliographie}}. Le mode d'édition visuel peut mettre en forme automatiquement les références.
- Insérer une infobox (cadre d'informations à droite) n'est pas obligatoire pour parachever la mise en page.

Pour une aide détaillée, merci de consulter Aide:Wikification.
Si vous pensez que ces points ont été résolus, vous pouvez retirer ce bandeau et améliorer la mise en forme d'un autre article.
Une érythermalgie (d’erythros : rouge, thermos : chaud, algos : douleur) est une forme rare de neuropathie, entraînant des douleurs quotidiennes extrêmes des extrémités, les pieds généralement, le plus souvent bilatérales et symétriques, à types de brûlures, de piqûres et de lacérations, déclenchées par la chaleur dès 22 degrés, la station debout, la marche même très lente et sur une très courte distance, et toute activité même modérée (monter un étage,faire le ménage, la cuisine, etc.). Les douleurs sont également nocturnes et empêchent le malade de s'endormir.
Pris comme modèle dans les douleurs neuropathiques en raison de l'intensité extrême des douleurs (atteignant souvent 9/10 ou 10/10 sur l'échelle de la douleur pour les formes sévères et responsables d'un taux de suicide élevé et de détresse psychologique importante), l'érythermalgie altère grandement la qualité de vie des patients et leur vie sociale, familiale et professionnelle. L'utilisation d'un fauteuil roulant s'avère souvent nécessaire au fur et à mesure de l'aggravation de la pathologie dans le cas des érythermalgies primaires génétiques.
Par ailleurs les douleurs se déclenchent spontanément toutes les nuits dès que le patient tente de s'endormir, perturbant grandement le sommeil et occasionnant une fatigue intense. La phase d'endormissement créant en effet une légère vasodilatation, cela suffit pour les patients atteints de cette pathologie à déclencher une crise, les empêchant par là même de s'endormir. Des médicaments antidouleurs puissants de palier trois sont souvent nécessaires pour permettre un minimum de sommeil. 
Au même titre que l'érythromélalgie, c'est un acrosyndrome paroxystique au cours duquel les extrémités sont rouges, brûlantes et douloureuses.
Certaines personnes sont alitées au bout de quelques années d'évolution. C'est une maladie orpheline encore mal connue par la communauté médicale. Les patients doivent maintenir leur corps au froid, en utilisant des pains de glace, des gilets refroidissant, des ventilateurs et un système de climatisation, notamment pour pouvoir dormir. 
La maladie est extrêmement invalidante sur le plan fonctionnel, notamment quant à la possibilité de se déplacer, de conduire, d'avoir une vie sociale, familiale et professionnelle. Dans les cas sévères, les patients refroidissent les zones atteintes en les trempant dans l'eau froide ou en les mettant sur de la glace en crise, ce qui peut entraîner une septicémie potentiellement fatale et une amputation. La douleur peut entraîner des dépressions.
La prise en charge se fait dans les CHU en services vasculaire, dermatologie, neurologie ou médecine interne selon les hôpitaux ainsi que dans les centres anti-douleurs pour les formes sévères. La maladie est connue aux USA comme "man of fire syndrome" ("syndrome de l'homme en feu"). Les personnes atteintes ont en effet la sensation, plusieurs fois par jour et durant plusieurs heures, de brûler vifs. 
Les zones touchées sont le plus souvent les pieds, voir les mains, mais on peut parfois voir des atteintes d'autres parties du corps dans les cas sévères, comme les joues, le nez, les oreilles ou encore les genoux et exceptionnellement les zones génitales.
L'application journalière de glace entraîne des altérations de la peau, des ulcères et peut parfois aller jusqu'à l'amputation,,.
Les érythermalgies primaires génétiques, plus sévères, sont dues à un mauvais fonctionnement des canaux sodiques Nav 1.7, Nav1.8 ou Nav1.9. 
Le froid entraîne un soulagement temporaire lors des crises mais avec des effets délétères,, notamment des ulcères et un effet rebond et il est important d'éviter toute application directe de glace sur la peau ou de tremper les extrémités durant un temps long dans de l'eau froide pour éviter les complications, un ventilateur étant préférable bien que moins efficace pour la réduction de la douleur.
Les crises sont en général légères le matin, et deviennent de plus en plus rapides à apparaître, fortes et douloureuses au fil de la journée, affectant alors de façon importante la vie du patient. 

## Diagnostic
Le diagnostic se fait à l'interrogatoire, :
- Crises paroxystiques,plusieurs fois par jour déclenchées par la marche, la chaleur (supérieure à 20 degrés en moyenne), la station debout, toute activité même légère, les variations de température, les repas, le soir et le sommeil.Les crises peuvent durer de quelques minutes à plusieurs heures.
- Douleurs extrêmes, de type neuropathique (brûlures ++ comme si le malade avait sa peau sur une braise ou une plaque électrique sans pouvoir l'enlever, piqûres et fourmillements intenses, parfois sensations de lacérations ou de marche sur du verre pilé).
- Rougeur importante, œdème (pas systématique), peau très chaude dans les zones atteintes.

Les patients ont un besoin irrépressible de refroidir leurs pieds, en les mouillant très régulièrement avec de l'eau froide en marchant par exemple, ou en appliquant de la glace. Le port de chaussures fermées au printemps et en été, et parfois même en hiver, devient impossible en raison de la douleur intolérable,. La marche est extrêmement difficile et limitée par la douleur. Une activité même minime des membres supérieurs comme des membres inférieurs ainsi qu'une température douce provoque des crises de douleurs intenses chez les malades touchés, notamment dans le cadre des érythermalgies primaires. La forme secondaire est moindre et les douleurs moins intenses. Dans cette forme secondaire, identifier la maladie sous-jacente permet, quand elle est traitable, de traiter également l'érythermalgie. Les formes primaires sont plus complexes et souvent rebelles au traitement.
- Facteurs soulageant : froid, surélévation des membres atteints, évitement du stress et de la fatigue (ces deux facteurs jouant à la fois sur la vasodilatation et sur la capacité à supporter la douleur chronique particulièrement importante de cette pathologie)[2],[3].

## Traitements
Wikipédia ne donne pas d'avis médical : seul un professionnel (médecin, pharmacien, etc.) est habilité à le faire.
Le traitement de la douleur est souvent difficile notamment dans les formes primaires et aucun traitement n'est actuellement efficace pour l'ensemble des patients. La douleur est majeure et insomniante, réduisant fortement l'activité sociale, imposant l'utilisation d'anti-douleurs puissants dans les cas sévères ainsi qu'une conjugaison de différentes molécules.
L'adaptation de l'environnement, une activité réduite, une adaptation des horaires de sorties ou de travail (le matin quand les douleurs sont moindres), des conditions de travail, avec un environnement frais, l'utilisation de ventilateurs pour dormir, ou de tapis de froid sur le matelas par exemple, sont importants pour permettre au patient de conserver le plus longtemps possible une activité sociale et professionnelle. 
L'association américaine TEA a réalisé un guide à l'usage des patients et de leur famille, permettant de mieux appréhender le quotidien des malades.
Le magnésium et le misoprostol seraient bénéfiques,. Chez une personne avec une érythermalgie primaire réfractaire aux traitements standards, l'huile de poisson associé à de la bromélaine, du curcuma, de la quercétine et du boswellia serrata a été utile.

## Diagnostics différentiels
- Artériopathie
- Algodystrophie
- Neuropathies
- Acrodynies (intoxication au mercure ou à l'arsenic)
- Cellulite bactérienne (souvent unilatérale)
- Acrocholose (neuropathie)
- Maladie des paumes rouges de Lane
- Phase de réchauffement des engelures
- Syndrome de Raynaud (déclenché par le froid)
- Syndrome acromélalgien

## Étiologie
On distingue l'érythermalgie primaire, parfois familiale et dans cas extrêmement rares génétique et les érythermalgies secondaires, moins sévères, non évolutives, plus fréquentes et dues à différentes maladies, survenant en moyenne entre 50 et 60 ans.  
Les zones touchées sont les extrémités, préférentiellement les pieds, mais aussi les mains, les oreilles, et parfois le visage.  
Les érythermalgies primaires sont souvent sévères et évolutives notamment lorsqu'elles sont génétiques (dues à des mutations des gènes SCN9A, SCN10A ou SCN11A). 
Les autres érythermalgies primaires sont dites idiopathiques. Leur traitement est problématique. Elles apparaissent en général tôt dans la vie, soit sous des formes d'emblée sévère, soit de façon progressive. 
L'érythermalgie primaire génétique se transmet sur un mode autosomique dominant. Un parent porteur d'une mutation transmettra à 50% celle-ci. Elle est exceptionnelle, de l'ordre d'un cas sur 1 million. Les mutations incriminées sont différentes selon les patients. Certaines sont extrêmement rares et aucun traitement codifié n'existe pour le moment pour ces canalopathies sodiques. Selon les mutations, les symptômes se développent plus ou moins tôt, dans une fourchette d'âge pouvant aller de quelques années à l'âge adulte. Souvent, une forme plus légère était présente dès l'enfance. 
Les érythermalgies secondaires à un syndrome myéloprolifératif, pouvant le précéder de plusieurs années, sont appelées érythromélalgies. Elles répondent généralement de façon spectaculaire à de petites doses d'aspirine. 
D'autres causes ont été associées aux érythermalgies secondaires :
- HTA
- Cancers
- diabète
- Certains médicaments (inhibiteurs calciques)
- Maladies auto-immunes (lupus érythemateux disséminé, sclérodermie)
- Neuropathie des petites fibres (très fréquent)
- Neuropathie périphérique
- Intoxications mercurielles
- Intoxication par les champignons (Syndrome acromélalgien) causée par le Clitocybe à bonne odeur sur le bassin méditerranéen dont le Sud-Est de la France et Paralepistopsis acromelalga au Japon et en Corée[5].

### Articles
- (en) 6- SCN10A Mutation in a Patient with Erythromelalgia Enhances C-Fiber Activity Dependent Slowing
- (en)7-Erythromelalgia: a cutaneous manifestation of neuropathy?
- (en) 8-Erythromelalgia: A Review of Medical Management Options and Our Approach to Management
- (en)9-Early- and late-onset inherited erythromelalgia: genotype–phenotype correlation